# Tyrannochthonius elegans
Tyrannochthonius elegans és una espècie d'aràcnid de l'ordre Pseudoscorpionida de la família Chthoniidae.
Es pot trobar a l'Àfrica central.